# Phosphatidylethanolamine

Strukturschema von Phosphatidylethanolaminen

Phosphatidylethanolamine (kurz PE, auch Kephaline) zählen zu den Lipiden, genauer zu den Phosphoglyceriden. Sie sind eines der wichtigsten am Aufbau von Biomembranen beteiligten Phospholipide. Gemeinsames Strukturelement ist Glycerin, bei dem zwei der drei Hydroxygruppen mit je einer Fettsäure, die dritte mit einem Monoalkylphosphat verestert sind. Das Ende des Alkylrestes trägt weiterhin eine Aminogruppe.
Die freie Hydroxygruppe der Phosphatgruppe liegt unter physiologischen Bedingungen deprotoniert vor, die Aminogruppe ist protoniert. Die Reste R stehen für die Kohlenwasserstoffketten der Fettsäuren.
Phosphatidylethanolamin wird – wie auch Phosphatidylcholin – im Kennedy-Stoffwechselweg erzeugt.

## Funktionen

### In Zellen
Phosphatidylethanolamine sind in allen lebenden Zellen vorhanden, wobei diese 25 % von allen Phospholipiden darstellen. Im menschlichen Körper werden diese vor allem in Nervengewebe gefunden wie in der weißen Substanz des Gehirns, Nerven und im Rückenmark, wobei diese dort 45 % aller Phospholipiden ausmachen.
Phosphatidylethanolamine spielen auch eine Rolle in der Membranfusion und auch in der Entfernung des kontraktilen Rings der Zytokinese während der Zellteilung. Außerdem geht man davon aus, dass diese auch die Membrankrümmung regulieren.
Im Gegensatz zu Lecithine sind Phosphatidylethanolamine auch viel dickflüssiger, was einen starken Einfluss auf den Schmelzpunkt hat.

### Im Menschen
Im Menschen spielt die Metabolisierung von Phosphatidylethanolamine mit großer Wahrscheinlichkeit eine wichtige Rolle für das Herz. Wenn der Blutfluss in das Herz gestört wird, findet eine asymmetrische Ausgabe von Phosphatidylethanolaminen statt. Außerdem spielen Phosphatidylethanolamine eine Rolle bei der Sekretion des Lipoproteins in der Leber. Phosphatidylethanolamine beeinflussen auch die Blutgerinnung, indem diese den Wert von Thrombinen erhöhen.

### In Bakterien
Wobei Phosphatidylcholine eines der wichtigsten Phospholipide der Tiere sind, sind Phosphatidylethanolamine einer der von Bakterien. Eines der Hauptfunktionen bei Bakterien ist hierbei die Äußerung von negativen Ladungen durch das ionische Membran Phospholipid.